# John Rodgers (1812-1882)
Pour les articles homonymes, voir John Rodgers.
John Rodgers (8 août 1812 - 5 mai 1882) était un contre-amiral (Rear admiral) de la marine américaine (US Navy). Il a commencé sa carrière navale en tant que commandant (commander) pendant la guerre de Sécession et est devenu amiral après la guerre de Sécession.

## Biographie

### Jeunesse et début de carrière
Rodgers, fils du célèbre Commodore John Rodgers, est né près de Havre de Grace, dans le Maryland. Il est nommé aspirant de marine le 18 avril 1828. Le service en Méditerranée à bord du Constellation et du Concord a ouvert sa longue carrière de service distingué, et il a commandé une expédition d'infanterie de marine et de marines en Floride pendant les guerres séminoles. Au milieu des années 1850, il succède au commandant Cadwalader Ringgold à la tête de l'expédition d'exploration et d'arpentage du Pacifique Nord (North Pacific Exploring and Surveying Expedition - Expédition Rodgers-Ringgold), qui contribue grandement à la connaissance des eaux orientales et septentrionales. Après avoir été promu commandant en 1855, il se marie et s'installe au Bureau du Japon de la marine à Washington, D.C., où il se trouve lorsque la guerre de Sécession éclate.

### La guerre de Sécession
La première mission du capitaine de frégate (commander) Rodgers consiste à accompagner le commodore Louis M. Goldsborough au chantier naval de Gosport (Gosport Navy Yard) le 20 avril 1861, où il doit, avec d'autres officiers, retirer les navires et les biens de la marine afin qu'ils ne puissent pas être utilisés par les Confédérés. La Virginie venait tout juste de déclarer sa sécession de l'Union. À leur arrivée, ils trouvent le chantier naval en ruine, car le commodore Charles Stewart McCauley a déjà ordonné le sabordage des navires à Gosport, y compris le USS Merrimack, car il considère le chantier naval comme indéfendable. Le commodore Goldsborough prend la décision de détruire le chantier, et le commandant Rodgers et le capitaine du génie Horatio G. Wright sont chargés de détruire la cale sèche. Leur tentative est contrariée lorsque la mèche est éteinte par l'eau de la galerie de pompage. Le commandant Rodgers et le capitaine Wright sont capturés par le général William B. Taliaferro de la milice de l'État de Virginie, mais comme la Virginie n'a pas encore rejoint les États confédérés et n'est donc pas en guerre contre les États-Unis, le gouverneur John Letcher (en) renvoie les deux officiers à Washington.

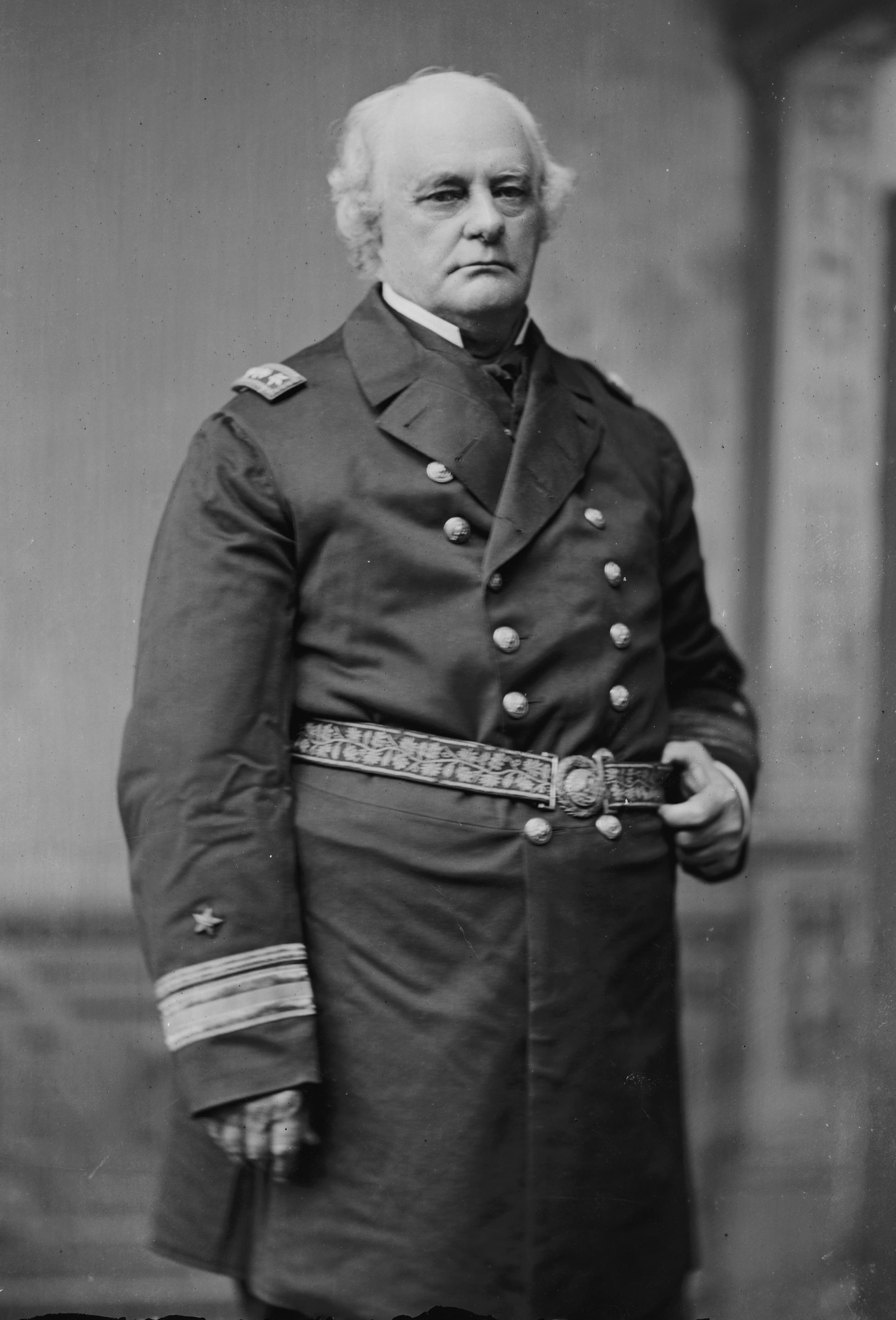
John Rodgers, contre-amiral

Le commandant Rodgers est ensuite envoyé sur les rivières de l'Ouest, où il organise la flottille de l'Ouest (Western Flotilla) et supervise la construction des canonnières de la classe City, les premières canonnières à boulets de fer sur les rivières de l'Ouest. Il est remplacé par le capitaine Andrew Hull Foote, un officier plus gradé étant requis par la marine pour s'occuper de l'acariâtre major général John C. Fremont. Après avoir mené des opérations de blocus au large de Savannah à la tête du USS Flag, il prend le commandement du cuirassé expérimental Galena en avril 1862, opérant avec distinction sur la James River. Il commande la flottille de la rivière James, composée de l'USS Galena, du navire cuirassé Monitor et de la canonnière Aroostook, lors d'une expédition sur la rivière James en mai 1862, qui est arrêtée à huit miles au-dessous de Richmond par les fortifications confédérées de Drewry's Bluff. Les dommages subis par le Galena lors de la bataille qui s'ensuivit l'incitèrent à déclarer : "Nous avons démontré qu'il n'est pas à l'épreuve des balles", ce qui le rendit peu enclin à tenter des expériences dans le feu de la guerre. Par la suite, il a soutenu la campagne de la péninsule du général George B. McClellan par des bombardements navals, empêchant les forces confédérées de déborder la position de l'armée du Potomac.
John Rodgers est promu capitaine le 16 juillet 1862 et prend le commandement du monitor Weehawken. Après avoir réussi à le faire naviguer de Brooklyn à Charleston dans la même tempête qui avait coulé l'USS Monitor, il se distingue lors de l'attaque de Fort Sumter en mai 1863 et lors de la capture du navire-bélier confédéré Atlanta le 17 juin 1863. Ce dernier service lui vaut les remerciements du Congrès (Thanks of Congress) et une promotion au grade de commodore. Malheureusement, ce fut son dernier service actif dans la guerre civile. Après s'être remis d'une maladie, il prend le commandement du monitor Dictator. Les problèmes de conception et de construction de ce navire l'occupent jusqu'à la fin de la guerre, bien qu'il souhaite ardemment un poste plus actif.

### Carrière après la guerre

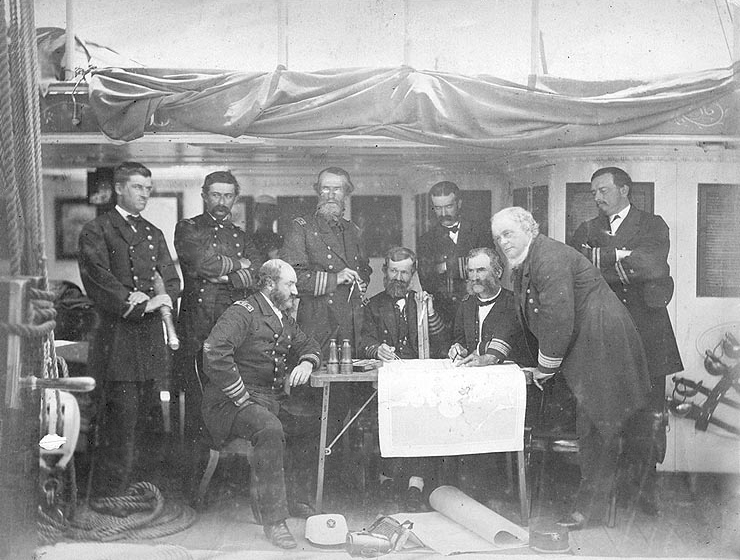
Le contre-amiral Rodgers, commandant du Asiatic Squadron (escadron asiatique), est penché sur la table à droite sur cette photographie d'officiers de la marine américaine tenant un conseil de guerre à bord de son navire amiral, la frégate à vapeur, au large de la Corée en juin 1871, avant l'expédition de Corée.

Le commodore Rodgers commande ensuite le Boston Navy Yard jusqu'en 1869. Il est élevé au rang de contre-amiral (rear admiral) en décembre 1869 et se voit confier le commandement de l'Asiatic Squadron (escadre asiatique). En 1871, il commande l'American squadron (escadre américaine) lors de l'expédition des États-Unis en Corée. De retour aux États-Unis, il prend le commandement de Mare Island et devient président de l'Institut naval des États-Unis de 1879 à 1881.
Le contre-amiral Rodgers meurt à Washington le 5 mai 1882, alors qu'il est surintendant de l'Observatoire naval des États-Unis (United States Naval Observatory).
Il est enterré au cimetière d'Oak Hill à Washington.

## Son nom
Le père de Rodgers était le commodore John Rodgers (1772-1838), et il était le grand-père du pionnier de l'aéronavale, le commandant John Rodgers (1881-1926).

## La famille
Il est le père de William L. Rodgers, qui est devenu vice-amiral dans la marine américaine.
Son frère, Robert Smith Rodgers, a servi comme colonel dans l'armée de l'Union pendant la guerre de Sécession et a épousé Sarah C. Perry, la fille du commodore Matthew C. Perry. Son neveu, John Augustus Rodgers (1848-1933) (fils de Robert), est entré dans la marine comme aspirant en 1863 et a pris sa retraite comme contre-amiral en 1910.

## Hommage
Six navires de la marine américaine ont été baptisés en leur honneur, soit USS John Rodgers, soit USS Rodgers.

## Source
- (en) Cet article est partiellement ou en totalité issu de l’article de Wikipédia en anglais intitulé « John Rodgers (admiral) » (voir la liste des auteurs).